# Louis Jung
Louis Jung (ur. 18 lutego 1917 w Zollingen, obecnie część gminy Sarrewerden, zm. 22 października 2015 w Strasburgu) – francuski polityk, nauczyciel i przedsiębiorca, wieloletni senator, w latach 1986–1989 przewodniczący Zgromadzenia Parlamentarnego Rady Europy.

## Życiorys
Pochodził z ubogiej rodziny rolniczej, uczył się w Ecole normale w Strasburgu. Od 1937 do 1939 odbywał służbę wojskową, następnie zmobilizowany podczas II wojny światowej. Został poważnie ranny w maju 1940. Następnie przymusowo pracował jako nauczyciel w okolicy Heidelbergu, po czym wcielono go do Wehrmachtu, gdzie służył w szpitalu wojskowym w Tapiau. W 1944 zbiegł do Alzacji, ukrywając się do końca wojny. Po 1945 pracował jako nauczyciel w Hinsingen i Altwiller. W 1956 założył przedsiębiorstwo Société des Vergers d'Alsace, zajmujące się produkcją soków.
Zaangażował się w działalność w ramach Ludowego Ruchu Republikańskiego, później działał w Unii Centrystów i Partii Socjalistycznej. Zajmował stanowiska burmistrza Altwiller (1953–1959) i Harskirchen (1959–1995), był również wiceprzewodniczącym rady departamentu Dolny Ren. W latach 1959–1995 pozostawał senatorem z departamentu Dolny Ren. Od 1968 do 1995 był członkiem, a w latach 1986–1989 przewodniczącym Zgromadzeniu Parlamentarnym Rady Europy; później do 1991 kierował w nim frakcją socjaldemokratyczną. Pełnił także funkcję rzecznika Niemiec w zgromadzeniu międzyparlamentarnym Unii Zachodnioeuropejskiej. W 1991 był założycielem think tanku Fundacja Roberta Schumana.
Był żonaty, miał dwie córki i syna.

## Odznaczenia
Odznaczony m.in. Legią Honorową IV klasy, Krzyżem Oficerskim Orderu Zasługi Republiki Federalnej Niemiec, Orderem Zasługi Badenii-Wirtembergii (1996).